# Мальвіда фон Мейзенбуґ
Мальвіда фон Мейзенбуґ (нім. Malwida von Meysenbug; 28 жовтня 1816, Кассель, Гессен — 23 квітня або 26 квітня 1903, Рим) — німецька письменниця, номінантка першої Нобелівської премії з літератури 1901 року.

## Біографія
Народилася 28 жовтня 1816 року в німецькому місті Кассель на землі Гессен на річці Фульда. Її батько Карл Рівальєр фон Мейзенбуґ походив з родини французьких гугенотів і отримав титул барона від німецького монарха Вільгельма I. Дев'ята з десяти дітей, вона припинила спілкування з родиною через свої політичні переконання. Двоє з її братів зробили блискучу кар'єру: один став міністром в Австрії, інший міністром в Карлсруе. Мальвіда приєдналася до товариства в Гамбурзі, а потім 1852 року іммігрувала в Англію, де вона жила, заробляючи навчанням і перекладами. Там вона зустрілася з республіканцями і політичними біженцями: Олександром Ледрю-Ролленом, Луї Бланом і Готфрідом Кінкелем.
1862 року Мальвіда фон Мейзенбуґ вирушила до Італії з Ольгою Герцен, донькою Олександра Герцена (вона викладала його доньці) і деякий час проживала там.
Вона померла в Римі 1903 року і похована на протестантському кладовищі міста.

## Творчість
- Memoiren einer Idealistin (1869—1876)
- Спогади ідеалістки [Архівовано 29 вересня 2021 у Wayback Machine.] / Пер. з нім. Н. А. Макшеєвим. — Москва ; Ленінград: Academia, 1933. — 598 с. — (Іноземні мемуари, спогади, щоденники, листи і матеріали з історії літератури, громадської думки і побуту)
- Der Lebensabend einer Idealistin (1898)
- Individualitäten (1901)